# Huambaló
Huambaló ist eine Ortschaft und eine Parroquia rural („ländliches Kirchspiel“) im Kanton San Pedro de Pelileo der ecuadorianischen Provinz Tungurahua. Die Parroquia besitzt eine Fläche von 25,75 km². Die Einwohnerzahl lag im Jahr 2010 bei 7862. 

## Lage
Der Ort Huambaló befindet sich 6,7 km südsüdöstlich vom Kantonshauptort Pelileo im Anden-Hochtal von Zentral-Ecuador auf einer Höhe von 2810 m. Die Quebrada Hualacucho fließt entlang der westlichen Grenze der Parroquia in nordnordöstliche Richtung.
Die Parroquia Huambaló grenzt im Norden und im Nordosten an die Parroquia Pelileo, im Süden an die Parroquia Cotaló, im Südwesten an den Kanton Quero sowie im Westen an die Parroquia Bolívar.